# Ясудж
Ясудж (перс. یاسوج) — місто в центральному Ірані, адміністративний центр провінції Кохгілує і Бойєрахмед. На 2006 рік населення становило 96 786 осіб.
Під Ясуджем знаходиться знаменитий гірський перевал «Перські ворота», де в 331 році до нашої ери відбувалася битва македонян під проводом Олександра Македонського з персами.
Розвинене кустарне виробництво предметів народної творчості — килими, кошики, мозаїка. Є великий цегляний завод.

## Клімат
Місто знаходиться у зоні, котра характеризується середземноморським кліматом. Найтепліший місяць — липень із середньою температурою 26.8 °C (80.3 °F). Найхолодніший місяць — січень, із середньою температурою 3.2 °С (37.7 °F).
| Клімат Ясуджа           | Клімат Ясуджа | Клімат Ясуджа | Клімат Ясуджа | Клімат Ясуджа | Клімат Ясуджа | Клімат Ясуджа | Клімат Ясуджа | Клімат Ясуджа | Клімат Ясуджа | Клімат Ясуджа | Клімат Ясуджа | Клімат Ясуджа | Клімат Ясуджа |
| Показник                | Січ.          | Лют.          | Бер.          | Квіт.         | Трав.         | Черв.         | Лип.          | Серп.         | Вер.          | Жовт.         | Лист.         | Груд.         | Рік           |
| Середній максимум, °C   | 8,3           | 10,5          | 14,4          | 20,7          | 26,9          | 32,6          | 35,1          | 34,8          | 31,1          | 24,7          | 17,3          | 11,8          | 22,4          |
| Середня температура, °C | 3,1           | 5             | 8,7           | 14            | 19            | 23,8          | 26,9          | 26,2          | 22,3          | 16,6          | 10,5          | 6,2           | 15,2          |
| Середній мінімум, °C    | −2            | −0,5          | 2,9           | 7,3           | 11,1          | 14,9          | 18,6          | 17,7          | 13,5          | 8,5           | 3,7           | 0,5           | 8             |
| Норма опадів, мм        | 178.3         | 155.9         | 165.8         | 65            | 14.7          | 0.6           | 1.2           | 1.8           | 0.4           | 11.1          | 65            | 205.1         | 864.9         |
| Днів з опадами          | 11,5          | 10,2          | 11,6          | 8,5           | 3,4           | 0,6           | 0,9           | 0,8           | 0,5           | 2,7           | 6,3           | 9,8           | 66,8          |
| ----------------------- | ------------- | ------------- | ------------- | ------------- | ------------- | ------------- | ------------- | ------------- | ------------- | ------------- | ------------- | ------------- | ------------- |
| Джерело: Weatherbase    |               |               |               |               |               |               |               |               |               |               |               |               |               |